# Gare de La Rapée-Bercy
Gare de La Rapée-Bercy je zrušená železniční stanice v Paříži ve 12. obvodu. Nádraží bylo v provozu na trati Petite Ceinture do roku 1934. Budova se nacházela na adrese 5, boulevard Poniatowski.

## Lokace
Nádraží se nacházelo na kilometru 19,111 linky zrušené tratě Petite Ceinture. Leželo mezi stanicemi boulevard Masséna a rue Claude-Decaen.

## Historie
Nádraží La Rapée-Bercy umožňovalo přestup z tratě Petite Ceinture na vlaky obsluhující Lyonské nádraží. V roce 1907 bylo nádraží přestavěno.
Tak jako celá linka bylo i nádraží uzavřeno pro osobní přepravu 23. července 1934.
Nádraží bylo téměř celé zbořeno, zůstalo pouze jedno nástupiště.